# Sidney (Nebraska)
Sidney – miasto w Stanach Zjednoczonych, w stanie Nebraska, siedziba administracyjna hrabstwa Cheyenne.